# 建築師巴布
《建築師巴布》（英語：Bob the Builder）是一個由基思·查普曼開發的英國兒童電視動畫。自1998年起播出，至2011年止。该作品在2015年推出重制版作品，播出至2018年为止。故事以建築師巴布為主角，主軸是合作與解決問題。

## 評價
常識媒體給電視戲三星（滿分五星）的評價。

## 外部連結
頻道
- Bob The Builder on ABC 4 Kids
- Bob The Builder on CBeebies
- Bob The Builder On Česká Televize （页面存档备份，存于）
- Bob The Builder on Nick Jr. UK （页面存档备份，存于）
- Bob The Builder on Sprout
- Bob The Builder on Télé-Québec （页面存档备份，存于）
- Bob The Builder on TOGOLINGO （页面存档备份，存于）
- Bob The Builder on Treehouse TV
- Official website on pbskids.org （页面存档备份，存于）

其它
- 官方网站
- 互联网电影数据库（IMDb）上《Bob the Builder》的资料（英文）